# Kurt Woisetschläger
Kurt Woisetschläger (* 20. November 1925 in Graz; † 13. August 2012 ebenda) war ein österreichischer Kunsthistoriker, Museumsleiter und galt als profunder Kenner des Barocks.

## Leben
Woisetschläger musste als Siebzehnjähriger am Zweiten Weltkrieg teilnehmen und begann nach der britischen Gefangenschaft ein Studium der Kunstgeschichte in Graz. 1953 promovierte er bei Wladimir Sas-Zaloziecky mit einer Dissertation über „Die Judenburger Schnitzwerkstätte des 18. Jahrhunderts und ihre Meister Balthasar Prandtstätter und Johann Nischlwitzer“. Bereits in den 1960er-Jahren war Woisetschläger in die Lehre des Kunsthistorischen Institutes der Karl-Franzens-Universität in Graz eingebunden und ab 1979 als Honorarprofessor. Von 1963 bis 1987 war er Leiter der Alten Galerie am Joanneum in Graz und 1978 kuratierte er die steirische Landesausstellung zum Thema Gotik im Stift St. Lambrecht. Von 1967 bis 2007 war er Mitglied der Historischen Landeskommission für Steiermark.
Woisetschläger war mit der 2005 verstorbenen Kunsthistorikerin Ingeborg Woisetschläger-Mayer verheiratet.

## Publikationen
- Erwin Hainisch: Dehio-Handbuch. Oberösterreich. Neubearbeitung von Kurt Woisetschläger mit Beiträgen von Justus Schmidt und Benno Ulm, 3. neubearbeitete Auflage, Schroll, Wien 1958.
- Meisterwerke der österreichischen und deutschen Barockmalerei. In der Alten Galerie am Landesmuseum Joanneum in Graz. Herausgegeben zum 150jährigen Bestand des Steiermärkischen Landesmuseums Joanneum, Schroll, Wien 1961.
- mit Inge Woisetschläger-Mayer: Murau. Stadtpfarrkirche St. Matthäus. Kirchenführer, Fotos von Kurt Woisetschläger, Verlag St. Peter, Salzburg 1963.
- mit Peter Krenn: Der steirische Spätbarockmaler Johann von Lederwasch. Um 1755–1826. Ausstellungskatalog, Sonderausstellung im Ecksaal des Joanneums, Graz, 17. November bis 13. Dezember 1966, Graz 1966.
- mit Peter Krenn: Dehio Steiermark (ohne Graz) 1982.